# Outrospective
Outrospective — третий студийный альбом электронного коллектива Faithless, издан 18 июня 2001 года. Сингл «We Come 1» занял 3-е место в UK Singles Chart, «One Step Too Far» занял 6-ю позицию, а «Muhammad Ali» и «Tarantula» остановились на 29-й строчке.
Обложкой к альбому послужила фотография Майских событий 1968 года в Париже.
В буклете к Forever Faithless – The Greatest Hits Ролло Армстронг признался, что несмотря на то, что Outrospective стал самым продаваемым альбомом Faithless в Великобритании, его он любит меньше всего.
В 2002 году альбом был переиздан с дополнительным диском ремиксов, получившим название Reperspective.

## Список композиций
1. «Donny X» — 4:08
2. «Not Enuff Love» (при участии Steve Rowland) — 5:55
3. «We Come 1» — 8:14
4. «Crazy English Summer» (при участии Zoë Johnston) — 2:49
5. «Muhammad Ali» (при участии Pauline Taylor) — 4:21
6. «Machines R Us» — 3:44
7. «One Step Too Far» (при участии Dido) — 5:22
8. «Tarantula» — 6:42
9. «Giving Myself Away» — 4:38
10. «Code» — 1:40
11. «Evergreen» (при участии Zoë Johnston) — 4:35
12. «Liontamer» (при участии Zoë Johnston) — 5:50

### Reperspective
1. «One Step Too Far» (radio edit) — 3:23
2. «We Come 1» (Wookie remix) — 3:25
3. «Lotus» — 7:05
4. «Crazy English Summer» (Brothers on High remix) — 7:07
5. «Giving Myself Away» (P-Nut remix) — 3:57
6. «Evergreen» (Dusted remix) — 3:54
7. «Not Enuff Love» (Skinny remix) — 4:49
8. «Daimoku» — 4:11
9. «Liontamer» (Ernest St Laurent remix) — 6:17
10. «We Come 1» (Dave Clarke remix) — 6:07
11. «God Is a Beckham» (The BBC World Cup Theme) — 5:27
12. «Crazy English Summer» (Hiver & Hammer remix) — 8:37